# 蔡守
蔡守（1879年—1941年），廣東順德龍江鄉人。原名珣，更名有守，字奇壁、哲夫，取意《詩經》“哲夫成城”，遂號成城子，別號甚夥：寒瓊、寒翁、寒道人、茶上人、茶丘生、樗散畫師等。書齋取名阮簃、一顧樓、蠡樓等。
其半生倜儻，最為艷稱的是與夫人張傾城（取意《詩經》“哲婦傾城”）、如君談月色（又名談溶溶，取晏殊詩“梨花院落溶溶月”）一門並擅“三絕”，均籍隸南社，傳為佳話。

## 生平
蔡守曾參與國學保存會、國學商兌會、蜜蜂畫社等組織，參加《國粹學報》的圖片工作，同時為黃節編撰的《廣東鄉土格致教科書》繪畫插圖。辛亥革命後，其與南社和國學保存會成員以及粵中文士畫人，如黃節、蘇曼殊、鄧爾疋、陳樹人、關蕙農、潘蘭史、江孔殷等，多有往來，又曾為南洋兄弟煙草公司編畫日歷。
蔡氏曾在廣州成立“藝彀社”，刊行《藝彀》。其似與國民政府要員關係不俗，《藝彀》刊有鄒魯繪畫的蘭花圖，又載有“蔡夫人談月色畫梅約”的廣告和價目，並以“蔡元培、鄒魯、于右任、戴傳賢、林森、孫科、胡漢民、葉楚傖、張繼、邵元沖代訂”的字樣作為招徠。1936年，蔡守偕談月色到南京任職黨史館黨部，並在故宮博物院考訂金石書畫古物。1941年，病逝於南京。

## 著作
- 詩文有《蠡樓詞》、《有奇堂詩集》、《寒瓊遺稿》、《寒瓊室筆記》、《茶丘契闊》
- 金石文字有《印林閑語》、《印雅》、《畫璽錄》
- 碑版考證有《寒宬金石續跋》、《寰宇訪碑續錄》
- 雅玩雜著有《壺雅》、《宋錦、宋紙考補》、《漆人傳》、《瓷人傳》
- 翻译有《怪獒案》。